# Manuel Sainz de Vicuña
Manuel Sainz de Vicuña Camino (Irún, Guipúzcoa, 27 de marzo de 1888 - Madrid, 14 de mayo de 1973) fue un arquitecto y político español del siglo XX. También fue consejero (1909-1921) y presidente (1921-1973) de Perfumería Gal, y fundador y presidente de la Inmobiliaria Urbis (1944-1948).

## Reseña biográfica
Hijo de Lesmes Sainz de Vicuña Arrascaeta (1855-1909) y Carlota Camino Zubelzu (1862-1948), ambos naturales de Irún, fue el segundo de cuatro hermanos. En 1893 la familia se traslada a vivir a Madrid donde su padre, junto a Salvador Echeandía Gal, funda en 1899 la Perfumería Gal (jabones Heno de Pravia) de la que, a su muerte, Manuel será consejero para luego asumir la presidencia hasta su propio fallecimiento.
Estudia bachillerato en las Escuelas Pías de San Antón y posteriormente ingresa en la Escuela Superior de Arquitectura de Madrid, centro en el que presentó el proyecto de final de carrera en diciembre de 1916, aprobando por unanimidad. En la universidad tuvo como profesores, entre otros, a Antonio Palacios (Palacio de Comunicaciones de Madrid, Hospital de Jornaleros de Maudes, Círculo de Bellas Artes, ...), Modesto López Otero (Ciudad Universitaria de Madrid), Ricardo Velázquez Bosco (Ministerio de Fomento y Palacio de Velázquez en el parque del Retiro), Gustavo y Roberto Fernández Balbuena (subdirector del Museo del Prado durante la Guerra Civil). Coincidió, como compañero, con Pedro Muguruza Otaño (Palacio de la Prensa y Valle de los Caídos), Leopoldo Torres Balbás (arquitecto conservador de la Alhambra), ... y el que será su colaborador en varias ocasiones Julio Carrilero Prat.
Contrajo matrimonio con Avelina García-Prieto Montero-Ríos (1891-1961), II marquesa de Alhucemas, grande de España, en 1915 en Madrid y fue padre de cinco hijos.
Siendo su suegro un político conocido se anima a participar en política durante un breve periodo de tiempo (1916-1923).
Estuvo relacionado con la Historia del Arte contemporáneo español, ya que sus padres fueron retratados por Joaquín Sorolla, su hijo por Julio Romero de Torres y él mismo fue primo del pintor paisajista José Salís Camino.
Su última voluntad fue la de ser enterrado en el panteón familiar del cementerio de Blaia en Irún.

## Experiencia política
Fue diputado a Cortes por el Partido Liberal por las circunscripciones de Ponferrada (León) en 1916, Santiago de Compostela (La Coruña) en 1918 y Lalín (Pontevedra) entre 1919 y 1923.

## Proyectos arquitectónicos

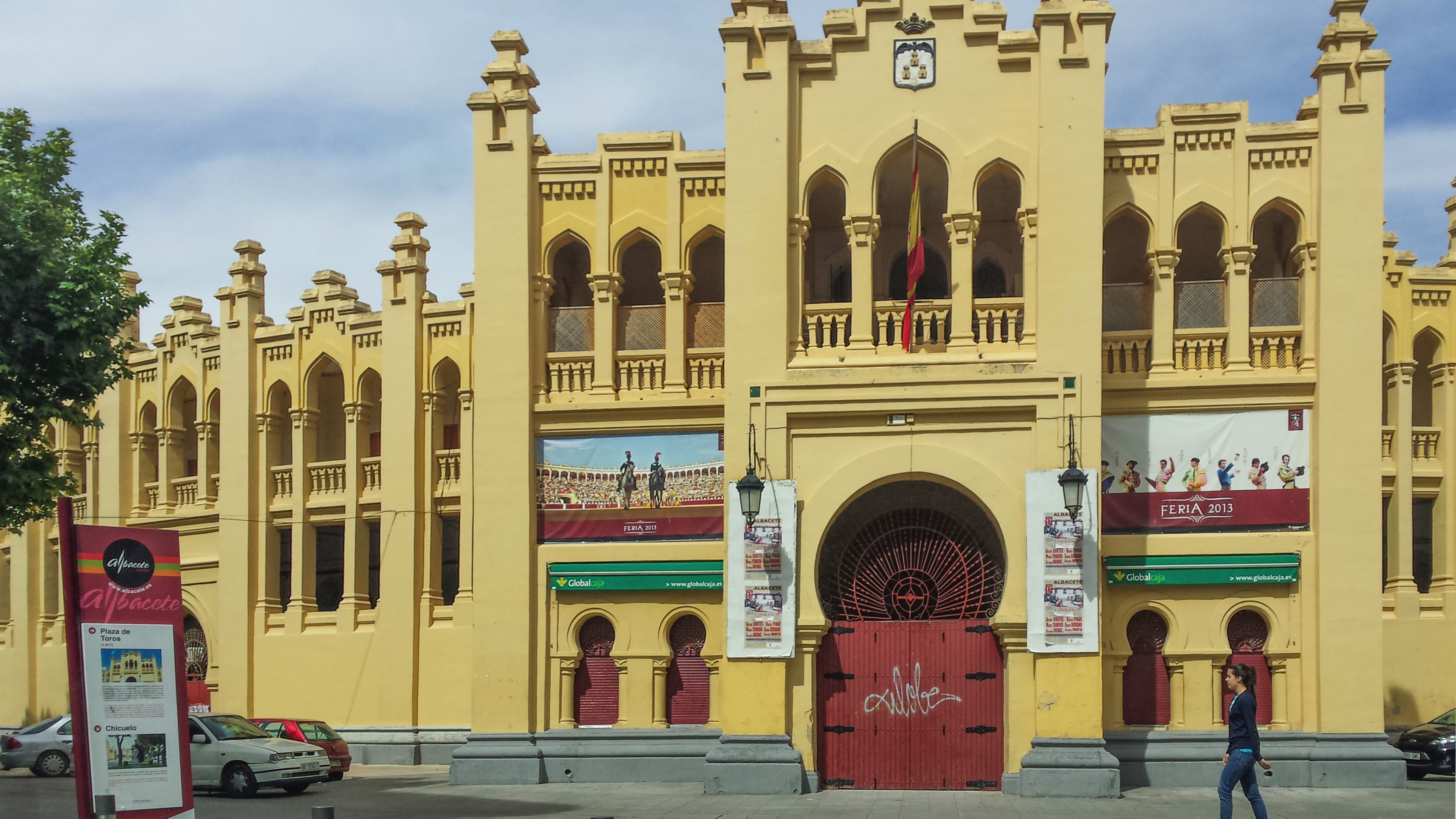
Plaza de toros de Albacete

Su primer proyecto y obra ejecutada data de 1916, año en el que proyecta, junto con su compañero Julio Carrilero, la nueva plaza de toros de Albacete, inaugurada el 9 de septiembre de 1917.
Fue arquitecto titular del Ministerio de Justicia, en concreto de la sección de obras de la Dirección General de Prisiones, proyectando varias de ellas por España: Zaragoza, Huesca, Reus (Tarragona), Manzanares (Ciudad Real), Toledo, ...En 1931 diseñó en Madrid la Cárcel de mujeres de Ventas, situada en la calle Marqués de Mondejar, de estilo racionalista y actualmente desaparecida y que fue inaugurada por la entonces directora general de Prisiones, Victoria Kent.
En 1923 ya había diseñado el colegio de Nuestra Señora del Pilar en Irún, perteneciente a la Compañía de María y en 1925 hizo la reforma de la actual Biblioteca municipal de Irún.
En 1944 ganó, en colaboración con Carlos Sidro de la Puerta, el concurso de la Delegación de Hacienda de Salamanca (1945-1958).
En Madrid interviene en algunos edificios de viviendas importantes en las calles de Velázquez 10 y 53, Villanueva 27, Maldonado 23, Diego de León 33, Torrijos (hoy Conde de Peñalver), Covarrubias 25, ...
En Albacete también proyecta varios edificios de viviendas y el Instituto General y Técnico (actualmente IES Bachiller Sabuco) con su compañero Julio Carrilero inaugurado en 1931.
En la década de los cuarenta (1944/45), fundó la Inmobiliaria Urbis, de la que fue su primer presidente hasta 1948, responsable, entre otros, de la urbanización y construcción de los madrileños barrios del Niño Jesús (1948) y Moratalaz (1959).
De 1952 a 1955, su hijo Manuel Sáinz de Vicuña y García Prieto, III marqués de Alhucemas, también arquitecto, realizó la reforma y adaptación del Palacio de los Condes de Maceda en la ciudad de Pontevedra para su nueva función de Parador Nacional de Turismo.

## Homenajes
En 1962 la Inmobiliaria Urbis lo homenajeó poniendo su nombre a un colegio público de nueva construcción en el barrio de Moratalaz. (CEIP Manuel Sainz de Vicuña).